# Olaf Finsen

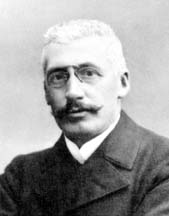
Olaf Finsen

Olaf Finsen (* 3. Februar 1859 in Tórshavn, Färöer; † 15. September 1937 in Kopenhagen) war der erste färöische Apotheker und Bürgermeister von Tórshavn.
Olaf war der Sohn des Amtmanns Hannes Finsen aus Reykjavík und dessen erster Frau Johanne Sofie Formann aus Falster. Sie starb, als Olaf erst fünf Jahre alt war. Sein jüngerer Bruder Niels Ryberg Finsen ist als Medizinnobelpreisträger bekannt. Olaf Finsen war verheiratet mit Maria Augusta, geborene Øllgaard aus Kopenhagen.
1879 machte er sein exam. pharm. und 1882 wurde er cand. pharm. Vom 6. Mai 1883 bis 1913 war er Apotheker in seiner Geburtsstadt, vom 19. Oktober 1910 bis 31. Dezember 1922 im dänischen Vejle und danach bis zu seinem Tode in Kopenhagen.
Von 1895 bis 1909 saß Finsen im Stadtrat der Kommune Tórshavn und war von 1904 bis 1909 gleichzeitig Bürgermeister. Als Løgtingsabgeordneter wirkte er von 1896 bis 1901. Damals gab es noch keine politischen Parteien, sodass er als Einzelpersönlichkeit gewählt wurde.